# Viviendo en la línea donde el tiempo es nunca
Viviendo en la línea donde el tiempo es nunca es el primer disco en vivo de la banda de post punk argentina La Sobrecarga. Fue publicado en diciembre de 2018. El material cuenta con las canciones más conocidas del grupo como: «Conexión París», «Sentidos congelados», «Viajando hacia el este», entre otras. El material fue grabado en el Teatro Español de Trenque Lauquen (ciudad de origen de la banda), entre los días 1 y 2 de mayo de 2015.

## Lista de canciones
Todas las canciones escritas y compuestas por La Sobrecarga. 
| N.º | Título                   | Duración |  |
| 1.  | «Sentidos congelados»    |          |  |
| 2.  | «Sombras españolas»      |          |  |
| 3.  | «Viviendo en la línea»   |          |  |
| 4.  | «Haciendo el día»        |          |  |
| 5.  | «Viajando hacia el este» |          |  |
| 6.  | «Canción del Riachulo»   |          |  |
| 7.  | «Lamari tam tam»         |          |  |
| 8.  | «Conexión París»         |          |  |
| 9.  | «Tira del carro»         |          |  |
| 10. | «Shock eléctrico»        |          |  |

## Créditos
- César Dominici: guitarra y voz
- Gustavo Collado: batería
- Leonardo Martínez: guitarra
- Lucas Castro: bajo
- Emanuel Ugarte: percusión
- Ruffo Paleza: percusión adicional